# منتزه شيسيواني الوطني
منتزه شيسيواني الوطني (بالفرنسية: Parc National Shisiwani) هو منتزه وطني يقع على طول شبه جزيرة سيما في شرق جزر القمر.  تشمل الكثير من المناطق البحرية والساحلية والبرية على طول الذراع الغربي لجزيرة أنجوان. إعلن عن إنشائها في عام 2016 كجزء من المبادرات والجهود الحكومية لحماية 25٪ من جزر القمر بحلول عام 2021.  تضم الحديقة جزيرة سرج وجزيرة إيل دو لا سيلي قبالة طرف شبه الجزيرة، يوجد فيها العديد من الشعاب المرجانية وغابات مانجروف. وتعد هذه الحديقة موطنًا لأنواع نادرة من الحياة البرية، بما في ذلك الليمور والسلاحف العملاقة وعدد لا يحصى من أنواع الطيور. من أهم أنواع الطيور الموجودة في هذه الحديقة هو بومة موهيلي. 

## أنظر أيضاً
- الحياة البرية في جزر القمر